# Württembergische IV
Die Dampflokomotiven der Klasse IV (auch als Alb-Lokomotive oder Alb-Klasse bezeichnet) standen ab 1849/1851 bei den Königlich Württembergischen Staats-Eisenbahnen im Dienst. Die Dreikuppler gehörten zu den ersten Gebirgslokomotiven Deutschlands.

## Geschichte
Die Lokomotiven wurden speziell für die Geislinger Steige, den Aufstieg der Ostbahn auf die Schwäbische Alb von Geislingen an der Steige nach Amstetten, entwickelt. Mit einer Steigung von 1:45 war es die erste Gebirgsbahn in Mitteleuropa. Die vorhandenen 2'B-Lokomotiven der Klasse III boten nicht die erforderlichen Leistungen, aus den USA lagen Angebote für dreifach gekuppelte Lokomotiven vor. Die Maschinenfabrik Esslingen wurde mit der Ausarbeitung eines geeigneten Entwurfs beauftragt. Es entstand eine dreifach gekuppelte Lokomotive mit schrägliegenden Zylindern. Für die Konstruktion war der Esslinger Oberingenieur Josef Trick verantwortlich.
Vor den Alblokomotiven waren 1843 die ersten Dreikuppler in Deutschland von der Herzoglich Braunschweigischen Staatseisenbahn für den Betrieb der Steigungsstrecke Vienenburg–Bad Harzburg in England beschafft worden, 1845 lieferte Emil Keßler in Karlsruhe die Badische VI und 1847 Maffei die Bayerische C I.
1849 gingen die ersten zwei Maschinen und 1851 die restlichen drei in Betrieb. Die Lokomotiven hatten einen massiven Rahmen aus Gusseisen, einen Vierseitkessel mit gusseisernem Reglersatz, eine massive Rauchkammer und Scheibenräder. Die massive Ausführung mit vielen gusseisernen Bauteilen in dicken Wandstärken diente dem Erreichen der Reibungsmasse von 33 t. Die Lokomotiven mit Innenrahmen, Außenzylindern und Stephenson-Steuerung waren nach Karl-Ernst Maedel und Alfred Gottwaldt rein äußerlich als harmonisch anzusehen. Auffallend war, dass die letzten drei Loks eine Achse ohne Spurkränze hatten. Leistungsmäßig bewährten sich die Maschinen, sie beförderten 120 t auf 22 ‰ Steigung mit 18 km/h.
Die Verbindung aller Federn einer Seite durch Ausgleichhebel und die daraus resultierende Zweipunktabstützung erwies sich als Konstruktionsfehler. Im Betrieb gingen die sich schräg stellenden Ausgleichhebel auf der starken Steigung nicht mehr in die Ausgangsstellung zurück.
Durch ihr hohes Gewicht beschädigten sie die Gleise. Zudem traten bei den steifachsigen Maschinen häufig Reifenabdrehungen auf. Ab 1856 wurde bei allen Maschinen schrittweise der vorderste Radsatz entkuppelt und von einer Antriebsachse zu einer Laufachse umgebaut, die Lokomotiven hatten nun die Achsfolge 1B. Da sich die Achsanordnung nicht bewährte, wurden die Laufachsen 1859 durch Drehgestelle ersetzt und die Lokomotiven entsprechend der damals im Bau befindlichen Klasse E mit der Achsfolge 2'B umgebaut. Dabei wurden die Lokomotiven wahrscheinlich größtenteils neu gebaut. 1869 wurde die Lokomotive Ulm durch Entfernen des Tenders und Hinzufügen von Wasser- und Kohlenkästen ohne weitere Änderungen zu einer Tenderlokomotive und weiter in der Klasse E geführt. 1881 wurde diese Lokomotive durch einen weiteren Umbau Nr. 80 der Werkstätte Esslingen zu einer T4a. 1872 und 1875 wurden die Blau und Helfenstein zu 1B n2t der Klasse T2a und 1877 die Geislingen zu einer 2'B n2t der Klasse T4a umgebaut. 1880 schied die nicht umgebaute Alb aus dem Bestand, die zu Tenderlokomotiven umgebauten Maschinen standen noch bis zu Beginn des 20. Jahrhunderts im Betrieb. 1895 wurde die Blau in Niederbiegen umbenannt, die nach 1909 auch noch als letzte der Lokomotiven im Dienst war.

## Konstruktive Merkmale
Der Kessel hatte einen ovalen Querschnitt. Die Kesselmitte lag bei 1593 mm über Schienenoberkante. Der Langkessel bestand aus drei Schüssen. Stehkessel und Kuppel hatten einen rechteckigen Querschnitt. Die Lokomotiven hatten ein Sicherheitsventil mit Federwaage, der Dampfdom befand sich auf dem vorderen Kesselschuss, das Säulenventil auf dem hinteren. Die Kesselspeisung erfolgte durch eine Fahrpumpe, die Rohrlänge betrug 3,978 m, die Rostfläche 1,01 m² und die Heizfläche 85,93 m². Die 156 Heizrohre (Durchmesser 45 mm) waren in der Kesselmitte durch eine Tragwand gestützt. Der Kesselüberdruck betrug 7,0 bar. Die Lokomotiven hatten einen konischen Blechschornstein mit Funkenfänger.
Der Gabelrahmen war unter der Rauchkammer mit massigen Gussstücken querversteift. Das Zweizylinder-Nassdampftriebwerk hatte schrägliegende Außenzylinder und obenliegende Schieberkästen. Die Kreuzkopfführung war zweischienig, der Antrieb erfolgte auf die mittlere Kuppelachse. Die Steuerung war als innenliegende Stephenson-Steuerung mit Umkehrhebel ausgeführt. Die aus Gussscheiben gebildeten Treibräder hatten einen Durchmesser von 1224 mm. Die obenliegenden Blattfedern waren zwischen erster und zweiter sowie zwischen zweiter und dritter Achse durch Ausgleichhebel verbunden. Die Lokomotiven Geislingen, Blau und Helfenstein hatten Speichenräder und Mittelräder ohne Spurkränze. Der Achsstand betrug 1800 mm zwischen den ersten beiden Achsen und 1410 mm zwischen zweiter und dritter Achse.
Die Spindelbremse am Tender wirkte beidseitig auf alle Achsen, außerdem hatten die Lokomotiven einen großen Sandkasten auf dem mittleren Kesselschuss, der die Treibachse von vorn sandete.
Die Fahrzeuge hatten Schlepptender der Bauart 3 T 6 mit einem zweiachsigen vorderen Drehgestell.

## Fahrzeugliste
| Fabriknr. | Baujahr | Bahnnummer K.W.St.E. | Name        | 1. Umbau | 1. Umbau | 1. Umbau | 2. Umbau | 2. Umbau | 2. Umbau | 3. Umbau | 3. Umbau | 3. Umbau | ausgemustert        |
| Fabriknr. | Baujahr | Bahnnummer K.W.St.E. | Name        | Jahr     | Klasse   | Bauart   | Jahr     | Klasse   | Bauart   | Jahr     | Klasse   | Bauart   | ausgemustert        |
| --------- | ------- | -------------------- | ----------- | -------- | -------- | -------- | -------- | -------- | -------- | -------- | -------- | -------- | ------------------- |
| 20        | 1849    | 30                   | Alb         | 1859     | E(Alb)   | 2'B n2   |          |          |          |          |          |          | ~1880               |
| 22        | 1849    | 32                   | Ulm         | 1859     | E(Alb)   | 2'B n2   | 1869     | E        | 2'B n2t  | 1881     | T4a      | 2'B n2t  | 1903                |
| 25        | 1850    | 35                   | Geislingen  | 1859     | E(Alb)   | 2'B n2   | 1877     | T4a      | 2'B n2t  |          |          |          | 1909                |
| 26        | 1850    | 36                   | Blau        | 1859     | E(Alb)   | 2'B n2   | 1872     | T2a      | 1B n2t   |          |          |          | 1914 noch vorhanden |
| 27        | 1851    | 37                   | Helfenstein | 1859     | E(Alb)   | 2'B n2   | 1875     | T2a      | 1B n2t   |          |          |          | 1900                |